# Ponte Flaiano

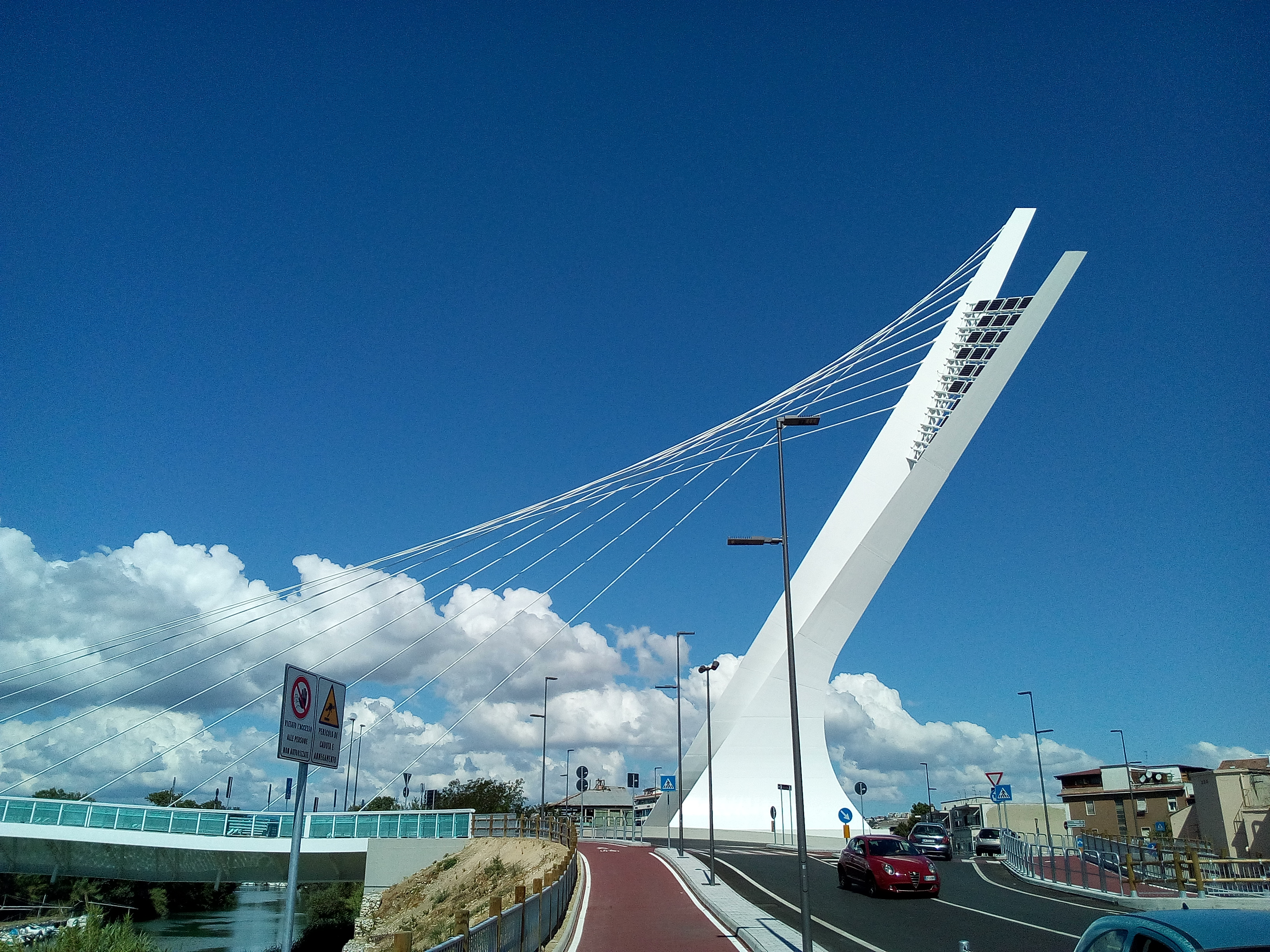
Ponte Flaiano in Pescara, Italië

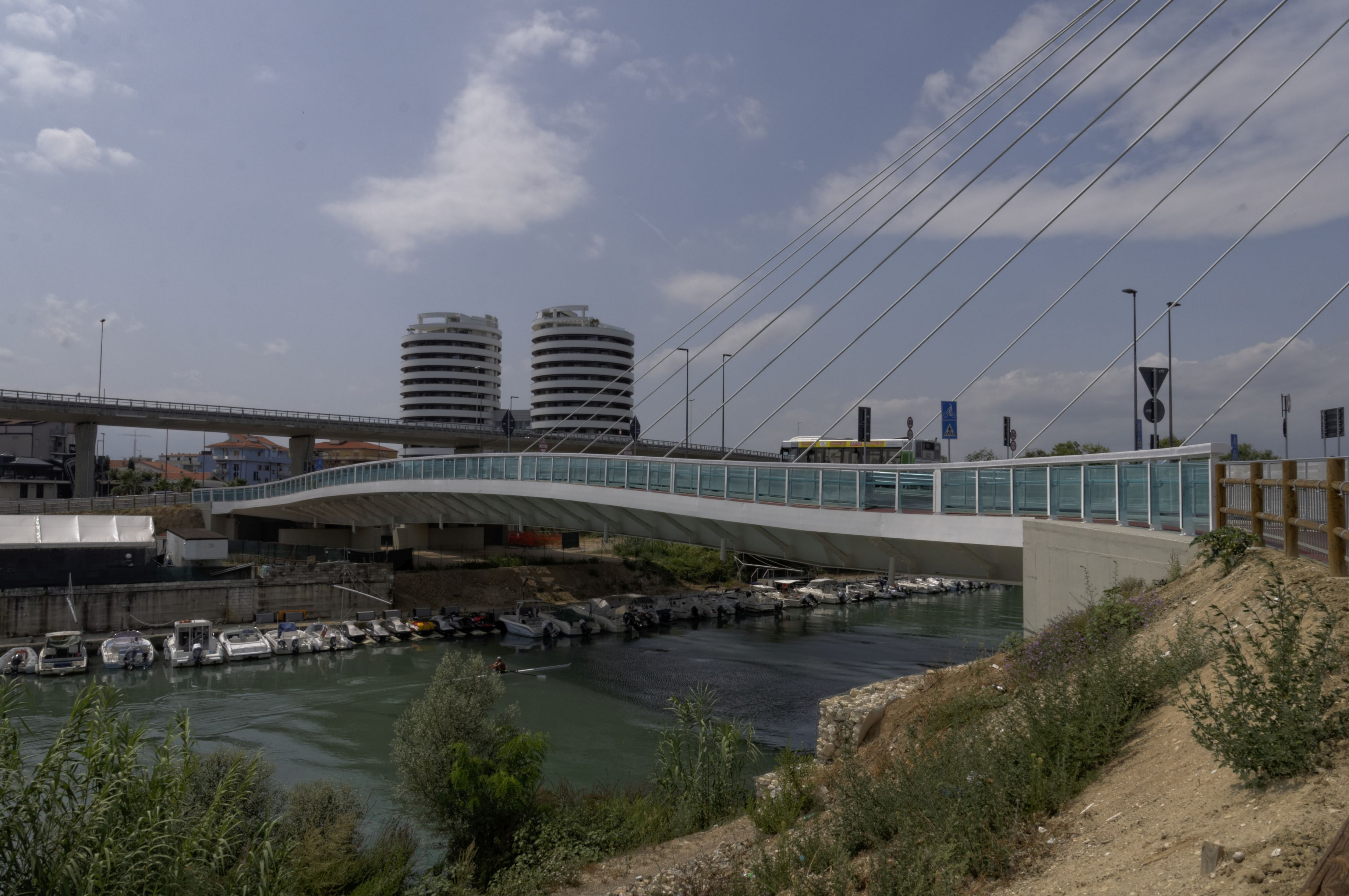
Rivier Pescara

De Ponte Flaiano, officieel Ponte Ennio Flaiano, is een tuibrug over de rivier Pescara in Italië; de brug bevindt zich in de gelijknamige stad Pescara, in de regio Abruzzen. Door de verbinding tussen de twee oevers was het mogelijk het verkeer in de stad vlot te trekken.
De brug is 28 meter breed en 85 meter lang. Ze is genoemd naar Ennio Flaiano (1910-1972), een journalist en auteur die in Pescara geboren is. 
Ingenieur-architect Enzo Siviero ontworp deze brug. De constructie vond plaats in de jaren 2015-2017. Dit kostte meer dan 13 miljoen euro.